# Névrose de destinée
La névrose de destinée est un terme proposé par Freud pour caractériser certaines formes d'existence marquées par la répétition de scénarios généralement malheureux. Il liait cette entité à des considérations sur « l'échec lié au succès » qui avait été décrite par Helene Deutsch. Le sujet s'y sent soumis, comme s'il s'agissait d'une fatalité extérieure, alors que selon Freud cela témoigne de conflits inconscients que la psychanalyse devrait contribuer à résoudre. Au départ et bien que Freud pensât qu'elle ne relevait pas d'un conflit névrotique, il pensait donc et néanmoins qu'elle était analysable. C'est un terme qui est de moins en moins utilisé si ce n'est sous forme anecdotique à propos de quelqu'un à qui il arriverait tous les malheurs possibles dans sa destinée. Sur le plan psychanalytique, on évoque maintenant plutôt les problématiques « cas-limites » et leur spécificité, tant du point de vue théorique que du point de vue de la technique de la cure psychanalytique

### Documentation externe
- Sigmund Freud: Au-delà du principe de plaisir (1920) in "Essais de psychanalyse", Payot, coll. « Petite Bibliothèque Payot », 2004  (ISBN 2-228-89399-4)
- Jean Laplanche - Jean-Bertrand Pontalis, Vocabulaire de la psychanalyse, Paris, 1967, éd. 2004 PUF-Quadrige, No 249,  (ISBN 2130546943)
- Ludwig Fineltain - "Glossaire Psychiatrique", édition Frison-Roche à Paris, 01.01.2000, EAN13,  (ISBN 2876713373)
- Ludwig Fineltain -"Qu'est-ce que la psychiatrie?" (Manuel de Psychiatrie), MJW FEDITION (Mme Mareike Wolf-Fedida), 21.01.2019  (ISBN 1090590466 et 979-1090590465)